# Солідарна відповідальність
Солідарна відповідальність (фр. solidaire — взаємно зобов'язаний) — один із різновидів цивільно-правової відповідальності. Солідарна відповідальність — це у зобов'язальному праві відповідальність кількох боржників перед кредитором, при якій кредиторові надається право на свій розсуд вимагати виконання зобов'язання у повному обсязі або частково від усіх боржників разом або від кожного з них окремо.
Солідарна відповідальність настає лише у випадках, прямо передбачених законом чи договором. Так, у ст. 1190 Цивільного кодексу України зазначено, що особи, спільними діями або бездіяльністю яких було завдано шкоди, несуть солідарну відповідальність перед потерпілим.

## Солідарний обов'язок боржників
У Цивільному кодексі України у ст. 543 зазначено, що у разі солідарного обов'язку боржників кредитор має право вимагати виконання обов'язку частково, або в повному обсязі як від усіх боржників разом, так і від будь-кого з них окремо.
Кредитор, який одержав виконання обов'язку не в повному обсязі від одного із солідарних боржників, має право вимагати недоодержане від решти солідарних боржників. Солідарні боржники залишаються зобов'язаними доти, доки їхній обов'язок не буде виконаний у повному обсязі.
Солідарний боржник не має права висувати проти вимоги кредитора заперечення, що ґрунтуються на таких відносинах решти солідарних боржників з кредитором, у яких цей боржник не бере участі.
Виконання солідарного обов'язку у повному обсязі одним із боржників припиняє обов'язок решти солідарних боржників перед кредитором.